# Karl-Erik Köhler
Pour les articles homonymes, voir Koehler.
Le titre de cet article contient le caractère ö. Quand celui-ci n'est pas disponible ou n'est pas désiré, le nom de l'article peut être représenté comme Karl-Erik Koehler.
Karl-Erik Köhler (3 décembre 1895 à Mannheim — 8 décembre 1958 à Rheine) est un General der Kavallerie allemand au sein de la Heer dans la Wehrmacht pendant la Seconde Guerre mondiale.
Il a été récipiendaire de la Croix de chevalier de la croix de fer. Cette décoration est attribuée en reconnaissance d'un acte d'une extrême bravoure ou d'un succès de commandement important du point de vue militaire.

## Biographie
Karl-Erik Köhler s'engage le 2 août 1914 comme volontaire de guerre dans le 24e régiment de dragons du Corps (de) et sert comme officier pendant la Première Guerre mondiale. Fin décembre 1915, il est promu lieutenant sans brevet (brevet du 24 mars 1915) dans le 11e régiment d'uhlans (de).

## Décorations
- Croix de fer (1914)
  - 2e Classe
  - 1re Classe
- Insigne des blessés (1914)
  - en Noir
- Croix de chevalier de Seconde Classe de l'Ordre du Lion de Zaeringens avec glaives
- Croix hanséatique de Hambourg
- Croix d'honneur
- Médaille des Sudètes avec barrette du château de Prague
- Agrafe de la Croix de fer (1939)
  - 2e Classe
  - 1re Classe
- Médaille du Front de l'Est
- Croix allemande en Or (4 février 1944)
- Croix de chevalier de la Croix de fer
  - Croix de chevalier le 4 mai 1944 en tant que Generalleutnant et commandant de la 306. Infanterie-Division[1]